# 劉侍男
刘侍男（?—?），东汉汉章帝长子清河王刘庆之女，汉安帝之妹。
建光元年（121年）四月丁巳，汉安帝册封妹妹刘侍男为涅阳长公主。刘侍男嫁给了舞阳侯岑熙。岑熙是开国功臣岑彭的玄孙，历任侍中、虎贲中郎将、魏郡太守。